# Isabel Kuntz y Valentini
Maria Elisabetha Juliana Kuntz o Kuntze (Roma, 23 de desembre de 1785 - Madrid, 12 de febrer de 1866), més coneguda com Isabel Kuntz y Valentini, va ser una mestressa de casa i socialite, coneguda per haver estat filla del pintor polonès Tadeusz Kuntz i muller del pintor espanyol José de Madrazo. Va ser amfitriona de tertúlies musicals a casa seva, on es reunien personalitats del món de la pintura, la música, la literatura o la política, tant amb el seu marit com durant la seva viduïtat. Va ser mare de diversos fills artistes com Pedro o Federico de Madrazo.
Nascuda a la ciutat de Roma el 23 de desembre de 1785, amb el nom de Maria Elisabetha Juliana, va ser filla de Tadeusz Kuntz o Kuntze i d'Anna Valentini. El seu pare era un reconegut pintor natural de Silèsia, instal·lat a Itàlia des de mitjan del segle xviii. Isabel va conèixer a la capital al pintor José de Madrazo, que hi vivia des de 1803, com a pintor de cambra de Carles IV d'Espanya i Maria Lluïsa de Parma, reis en l'exili. Es van casar el 2 de setembre de 1809 a Santa Sussanna ad Thermas. La parella va tenir onze fills, sis nascuts a Roma i cinc a Madrid. El 1819 o 1820 van traslladar-se i instal·lar-se a Madrid. Els va acompanyar el germà d'Isabel, Pedro Kuntz, també conegut per la seva activitat pictòrica.
Al llarg de la seva vida va actuar com a matriarca, va dedicar-se principalment a tenir cura de la seva família i va actuar com amfitriona de les reunions socials i tertúlies musicals que ella i el seu marit organitzaven a casa. Amb tot, segons afirmen els seus fills, sempre va emprar l'italià amb la família i mai va arribar a aprendre bé del tot el castellà, tot i que això no va ser impediment per convidar els seus veïns a Madrid. Eren habituals les reunions a casa dels Madrazo-Kuntz que reunien pintors, músics, polítics i familiars a les tertúlies, que va continuar celebrant després de la mort del seu marit. També havia rebut educació musical, perquè cantava acompanyada de la guitarra, fins i tot va actuar davant de la reina Maria Lluïsa de Parma.
Segons Kamila Szparkowska, Isabel va contribuir a la conservació d'obra del seu pare, ja que es va endur obres des de Roma a Madrid, més tenint en compte que la seva mare, Anna Valentini, va destruir tota la documentació relativa al seu marit a la seva mort. Isabel va morir a Madrid el 12 de febrer de 1866, després d'una llarga malaltia, potser d'origen pulmonar.